# Trois-Puits
Trois-Puits è un comune francese di 149 abitanti situato nel dipartimento della Marna nella regione del Grand Est.

## Società

### Evoluzione demografica
Abitanti censiti